# Sukaraja Dua
Sukaraja Dua is een bestuurslaag in het regentschap Ogan Komering Ulu Selatan van de provincie Zuid-Sumatra, Indonesië. Sukaraja Dua telt 469 inwoners (volkstelling 2010).